# Bharengi
Bharengi és un riu de Caixmir que rega la vall de Bhareng, a l'est de Srinagar; la vall es caracteritza per les seves cavernes i fonts i rius subterranis; una d'aquestes fonts, l'anomenada Achabad, tindria origen del riu Bharengi.
Neix al pas de Wardwan i durant el seu curs desapareix subterràniament per reaparèixer com a font Achabad. El seu curs és de 65 km.